# Bayerische Warenhandelsgesellschaft der Verbraucher
Die Bayerische Warenhandelsgesellschaft der Verbraucher mbH (kurz BVA) ist eine Tochtergesellschaft der Edeka Nordbayern-Sachsen-Thüringen und wird dort als Servicegesellschaft geführt. Das Unternehmen gehört seit 1998 zur Edeka.

## Geschichte

### Anfänge der Genossenschaft (1902–1945)
Die BVA wurde 1902 als Konsumverein Nürnberg und Umgebung eGmbH in der gleichnamigen Stadt gegründet. 1907 wurde der Namen in Konsum-, Bau-, Spar- und Produktionsgenossenschaft zu Nürnberg eGmbH geändert. Fünf Jahre später verschmolzen die beiden Konsumgenossenschaften in Nürnberg und Fürth, wodurch sich der Name 1918 erneut änderte. Nun firmierte das Unternehmen als Konsum-Genossenschaft Nürnberg-Fürth und Umgebung eGmbH. Zwischen 1920 und 1925 schlossen sich mit den Konsumvereinen aus Hersbruck, Mühlhof-Reichelsdorf, Neumarkt, Röthenbach bei Schweinau, Roth, Schwabach, Stein und Wendelstein neun Genossenschaft aus dem Umland Nürnbergs dem Unternehmen an.
Nach Machtergreifung der Nazis wurde die Führung der deutschen Konsumgenossenschaften 1933 von der Deutschen Arbeitsfront übernommen, drei Jahre später firmierte das Unternehmen als Verbrauchergenossenschaft Nürnberg-Fürth eGmbH. Einen herben Rückschlag erfuhren die Konsumgenossenschaft im Jahr 1941. Alle deutschen Konsumgenossenschaften, so auch die Nürnberger-Fürther Genossenschaften, wurden aufgelöst, die Vermögenswerte wurden durch das Gemeinschaftswerk der deutschen Arbeiterfront übernommen, der Rumpf der Genossenschaft firmierte fortan als Versorgungsring Nürnberg.

### Neugründung und coop-Fusionen (1946–1988)
Ein Jahr nach dem Ende des Zweiten Weltkriegs kam es zur Neugründung des Unternehmens, die neue Firmierung lautete fortan Konsumgenossenschaft Nürnberg-Fürth und Umgebung eGmbH. 1960 änderte sich der Genossenschaftsname erneut, nun hieß das Unternehmen Konsumgenossenschaft Franken eGmbH, fünf Jahre später erfolgte die Übernahme der Konsumgenossenschaft aus Erlangen. Ab 1969 wurde bundesweit das co op-Zeichen für die Nutzung von Verkaufsstätten eingeführt. In diesem Zuge wurde die Genossenschaft in co op Franken Konsumgenossenschaft eGmbH umbenannt.
Das folgende Jahrzehnt war geprägt von Übernahmen anderer co op-Gesellschaften. So verschmolzen 1971 die co op Mittelfranken (Ansbach), 1973 die co op Unterfranken (Schweinfurt), 1976 die co op Oberfranken (Hof) und co op Kronach-Schney-Coburg (Kronach) sowie 1977 die co op Regensburg-Maxhütte (Regensburg), auf das ab 1977 firmierende co op Nordbayern Genossenschaft der Verbraucher eG genannte Unternehmen. 1984 übernahm man 42 Märkte im nord- und ostbayerischen Raum von der einst als Kupa firmierenden bayerischen Niederlassung der co op AG, mit Sitz in München. Weiterhin wurde ein mit Fuhrpark ausgestattetes Zentrallager in Erlangen-Eltersdorf übernommen. Ein Jahr später folgte der Kauf von neun Filialen der Genossenschaft Amberg, die zuvor insolvent gegangen war. Im Jahr 1988 wechselte der Name und die Rechtsform des Unternehmens. Die nun als AG agierende Gesellschaft erhielt mit BVA – Bayerische Warenhandelsgesellschaft der Verbraucher ihren heutigen Namen.

### Beteiligung der AVA und Verkauf an die Edeka (1989–)
Die AVA AG beteiligte sich ab 1989 aufgrund eines Kooperationsvertrags mit 26 % am Grundkapital der BVA. 1991 verschmolzen Tochtergesellschaften der BVA, die Vertriebsgesellschaft Oberfranken und Grundstücksgesellschaften mit der Muttergesellschaft. Im selben Jahr kam es zur Übernahme von 32 Standorten des Unternehmens SENFT. Ein Jahr später erhöhte die AVA ihre Beteiligung auf 76 %, ehe man 1993 mit über 90 % beteiligt war. Im Jahr 1998 entschied sich die AVA ihre Supermarktgesellschaften zu verkaufen, worunter auch die BVA fiel. Das Unternehmen wurde noch im selben Jahr zur Edeka Nordbayern-Sachsen-Thüringen. Zum Start in das neue Jahrtausend folgte die Verlegung des Hauptsitzes von Nürnberg nach Sachsen bei Ansbach. Es folgte der Abschluss eines Gewinnabführungsvertrags zwischen der Edeka Nordbayern-Sachsen-Thüringen und der BVA im Jahr, ehe es 2002 zu ersten Bereinigungen kam. In diesem Jahr gab das Unternehmen acht Comet-Märkte in der Oberpfalz an die Neukauf Ingolstadt, da diese Märkte im Absatzgebiet der Edeka Südbayern liegen. Die Märkte bei der Edeka Nordbayern-Sachsen-Thüringen wurden um 2002 innerhalb der EDEKA neukauf-Vertriebslinie, allerdings weiterhin als Comet geführt. Wann die Comet-Märkte auf Edeka-Markttypen umgeflaggt wurden, ist unklar. Mit dem Gesellschaftsvertrag vom 27. Juli 2004 wird die AG in eine GmbH umgewandelt, 2008 erfolgte eine Sitzverlegung zum Sitz der Edeka Nordbayern-Sachsen-Thüringen nach Rottendorf. Heute ist das Unternehmen als Servicegesellschaft der Edeka Nordbayern-Sachsen-Thüringen Stiftung & Co. KG untergegliedert.